# Canolo
Canolo é uma comuna italiana da região da Calábria, província de Reggio Calabria, com cerca de 957 habitantes. Estende-se por uma área de 28 km², tendo uma densidade populacional de 34 hab/km². Faz fronteira com Agnana Calabra, Cittanova, Gerace, Mammola, San Giorgio Morgeto.

## Demografia
| Variação demográfica do município entre 1861 e 2011                               |
|                                                                                   |
| Fonte: Istituto Nazionale di Statistica (ISTAT) - Elaboração gráfica da Wikipedia |